# 来复镇
来复镇，是中华人民共和国四川省宜宾市高县下辖的一个乡镇级行政单位。2019年8月，撤销双河乡、潆溪乡和大窝镇，将原双河乡、原潆溪乡和原大窝镇石坝村、龙咀村、百花村、大滩村、陈垇村、新南村、土地村、燕子村、大屋村、天台社区1组和2组以及月江镇安全村所属行政区域划归来复镇管辖。

## 行政区划
来复镇下辖以下地区：
同心社区、杨梅村、柏香村、高凤村、金安村、太平村、天凤村、明朗村、小河村、通书村、桥头村、九缸村、响石村和运动村。